# Jasper Warner

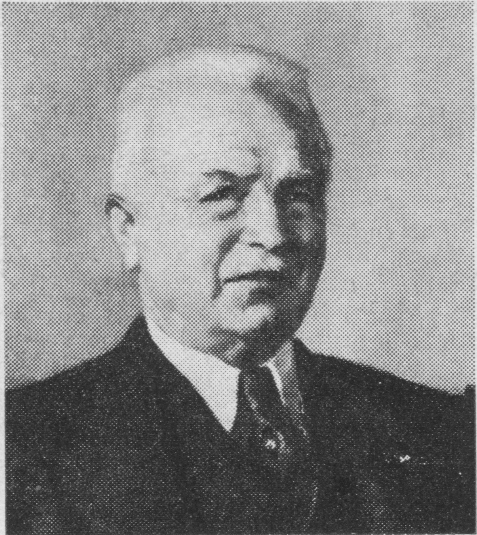
Jasper Warner

Jasper Warner (Assen, 5 februari 1870 – Oldebroek, 27 juni 1942) was een Nederlandse (sport)bestuurder en ondernemer.
In zijn woonplaats Zwolle was Warner in 1893 mede-oprichter en de eerste voorzitter van de Zwolsche Athletische Club (ZAC). In december van dat jaar trad hij toe tot het bestuur van de Nederlandsche Voetbal- en Athletiekbond (NVB). Van 1897-1919 was hij bondsvoorzitter. Onder zijn bestuur werd de leiding van de Bond gecentraliseerd en geprofessionaliseerd, waardoor het Nederlandse voetbal en de Bond een spectaculaire groei beleefden. Daarnaast beijverde hij zich voor de verbreiding van de Nederlandse sport in het algemeen. Zo maakte hij onder andere deel uit van sportkoepels als de Nederlandsche Bond voor Lichamelijke Opvoeding (NBvLO) en het Nederlandsch Olympisch Comité (NOC). In de jaren twintig trad hij toe tot het Comité 1928, dat belast werd met de organisatie van de Olympische Spelen van Amsterdam. Na dit evenement nam hij meer afstand van de sport en maakte zich op economisch gebied verdienstelijk. Ook was hij mede-oprichter van de Hattemsche Golf & Country Club.

## Levensloop

### Jeugdjaren
Jasper Warner werd geboren op 5 februari 1870 in Assen als zoon van Johannes Adrianus Warner, ijzergieter, en Jantien van Opijnen. Na het overlijden van zijn moeder in 1875 vertrok het gezin naar Zwolle, de geboorteplaats van zijn vader. Jasper bezocht de HBS en maakte daar kennis met sportbeoefening.

### Rol in de lokale sport
Als schooljongen was Jasper actief als atleet. Toen hij wat ouder was werd zeilen een passie. Hij was dan ook betrokken bij de oprichting van de Zwolsche Zeil- en Roeivereeniging, later omgedoopt in Zwolsche Roei- en Zeilvereeniging. In 1893 was hij mede-oprichter en eerste voorzitter van de Zwolsche Athletische Club (ZAC).

### Rol in de landelijke sport
Tijdens de kerst van 1893 bezocht hij namens zijn club voor de eerste keer een vergadering van de Nederlandsche Voetbal Bond. Op voorspraak van Pim Mulier werd hij tot bestuurslid verkozen. In 1894 werd hij secretaris en in 1897 volgde zijn verkiezing tot bondsvoorzitter.
In 1904 was hij betrokken bij de oprichting van de Wereldvoetbalbond FIFA. Een jaar later werd de eerste officiële interland van het Nederlands Elftal gespeeld. In 1912 en 1913 bezorgde hij zijn woonplaats Zwolle twee heuse interlands. Verder was hij onder andere betrokken bij de Nederlandse Bond voor Lichamelijke Opvoeding en was hij in 1912 een van de initiatiefnemers bij de oprichting van het Nederlandsch Olympisch Comité.
In 1919 legde hij zijn voorzitterschap neer.

### Maatschappelijke carrière
Zakelijk gezien ging het Warner ook voor de wind. In 1898 richtte hij samen met een sportvriend het assurantiekantoor Warnar & van der Biesen te Zwolle op. In 1913 was hij voorzitter van het organisatiecomité van de 'Provinciale Overijsselsche Nijverheids Tentoonstelling - Plan 1913'. Tijdens de Eerste Wereldoorlog maakte Jasper zich voor de regering verdienstelijk op het gebied van distributie. Sinds 1919 was hij honorair consul van België.
Jasper Warner overleed op 27 juni 1942 op 72-jarige leeftijd in zijn landgoed 'Beltgraven' in Oldebroek. Op 1 juli 1942 werd hij in Zwolle begraven op Begraafplaats de Kranenburg.

## Vernoemingen
In Zwolle is er een Jasper Warnerstraat en in Amsterdam Geuzenveld was er van 1957 tot 2008 een Jasper Warnerhof, sindsdien (verlengde) Van Karnebeekstraat. Toch wordt nog aan zijn naam herinnerd met grote letters in de wegmarkering in dat deel van de straat. Sinds enige jaren bestaat er in Amsterdam Geuzenveld een Jasper Warnerstraat, een nieuwe zijstraat tussen de Van Karnebeekstraat en de De Savornin Lohmanstraat. In Almere Poort bestaat er sinds 2018 een Jasper Warnerstraat nabij het Topsportcentrum Almere.